# Kerbach
Kerbach – miejscowość i gmina we Francji, w regionie Grand Est, w departamencie Mozela.
Według danych na rok 1990 gminę zamieszkiwało 911 osób, a gęstość zaludnienia wynosiła 205 osób/km² (wśród 2335 gmin Lotaryngii Kerbach plasuje się na 394. miejscu pod względem liczby ludności, natomiast pod względem powierzchni na miejscu 1060.).